# Culture de Trzciniec
La culture de Trzciniec est une culture archéologique de l'Âge du bronze ancien et moyen (d'environ 2400 à 1300 av. J.-C.) située en Europe centrale et orientale, principalement en Pologne et dans certaines parties de la Lituanie. La similitude de la culture matérielle et la contemporanéité chronologique avec les cultures de Komariv (Ukraine) et de Sośnica (Biélorussie) ont conduit à la définition du complexe Trzciniec-Komarów-Sośnica ou, plus récemment, du cercle culturel de Trzciniec.

## Historique
La culture de Trzciniec a été identifiée pour la première fois par Włodzimierz Antoniewicz (pl), qui l'a nommée « culture de la poterie à bandes ». Le terme « culture de Trzciniec », issu du site éponyme de Trzciniec, près d'Opole Lubelskie, a été introduit par Józef Kostrzewski en 1930,. La première monographie complète de la culture de Trzciniec a été écrite en 1959 par Aleksander Gardawski (pl).

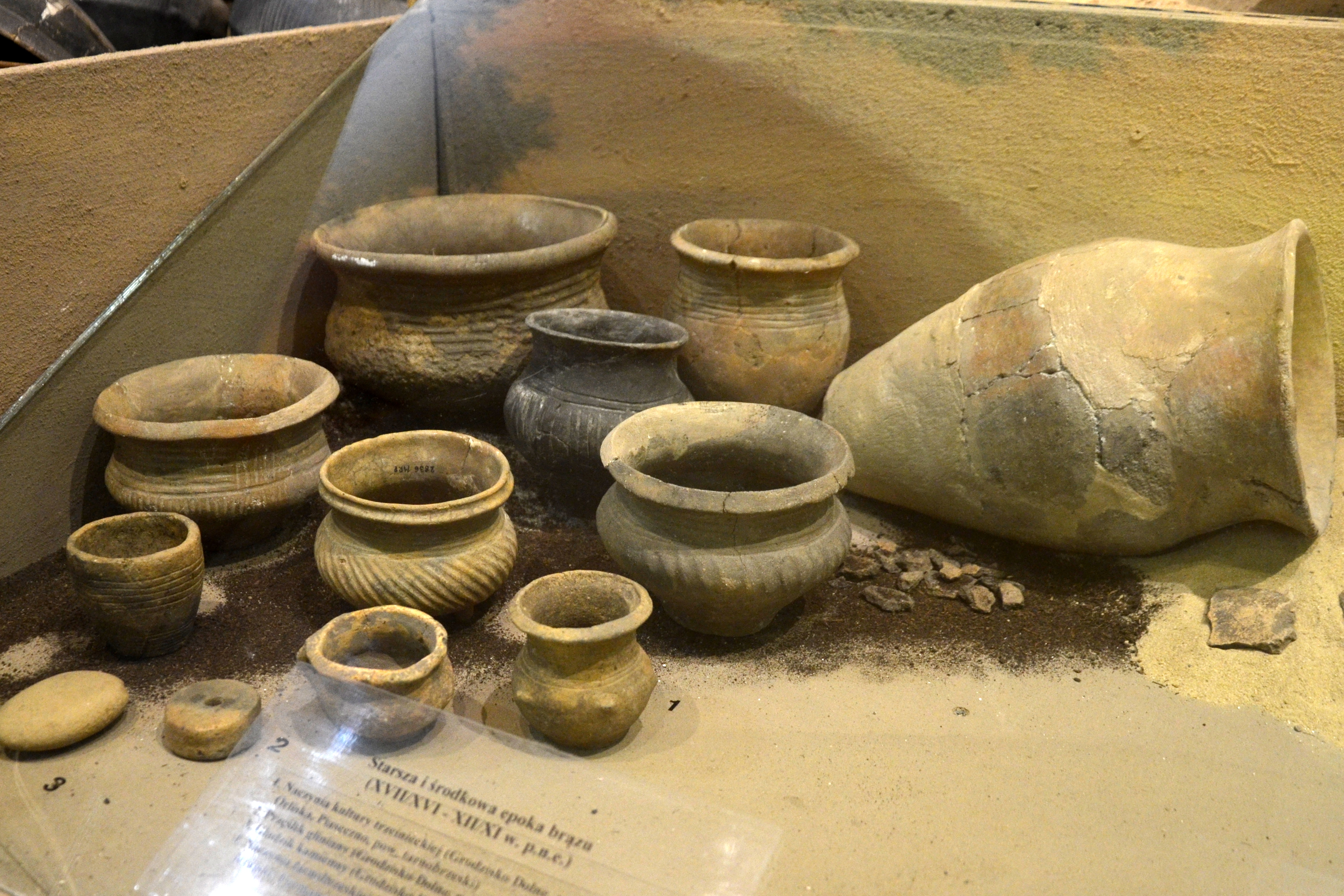
Récipients de la culture de Trzciniec dans la région du San

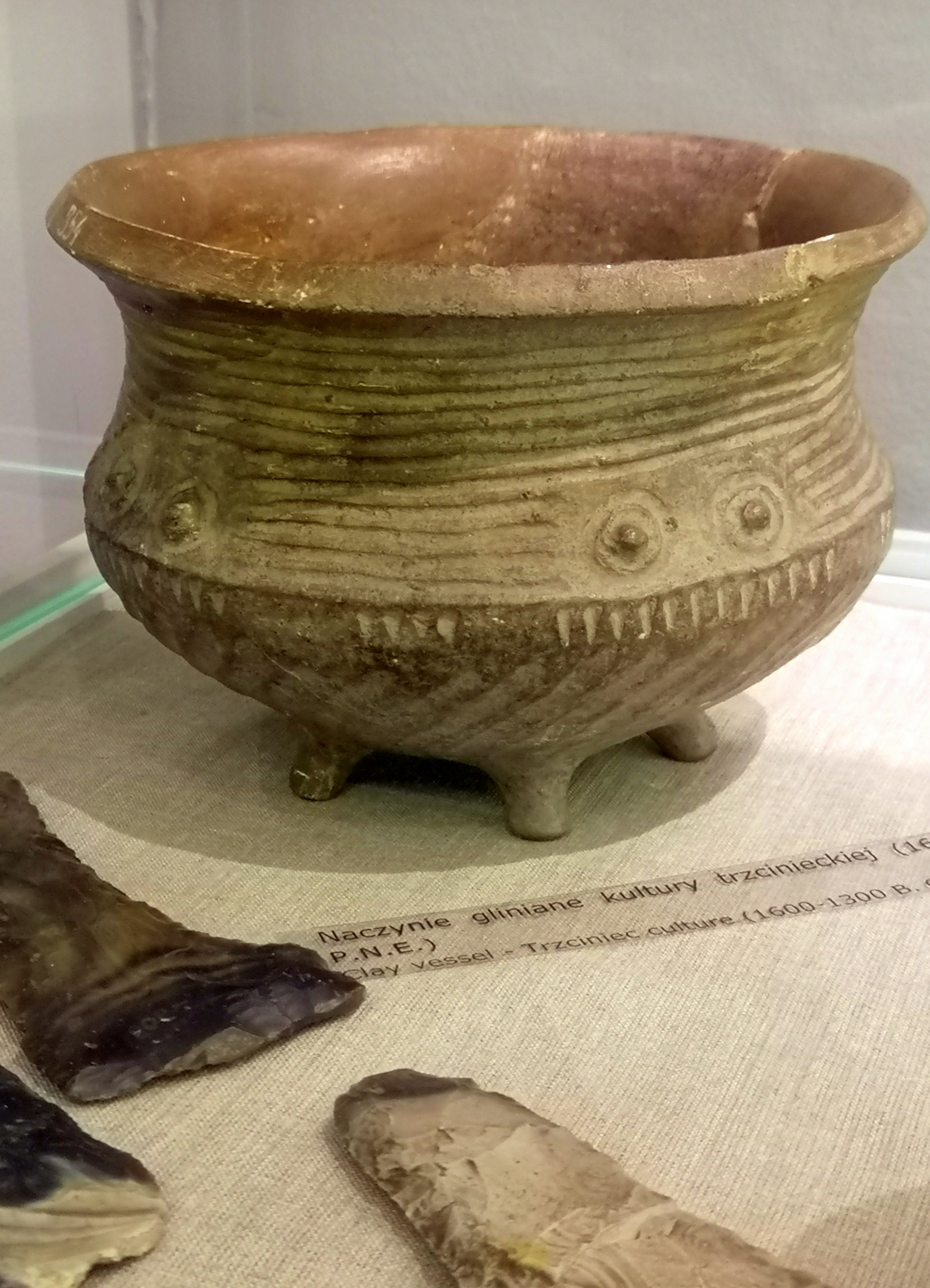
Poterie de la culture de Trzciniec, 1600-1300 av. J.-C. (Przemyśl)

## Chronologie
Les origines de la culture de Trzciniec sont associées à trois cultures liées à la Céramique cordée : Mierzanowice, Strzyżów et Iwno. La culture de Trzciniec a été généralement remplacée par la culture lusacienne.

## Extension géographique
La culture de Trzciniec s'étendait du bassin versant de l'Oder, à l'Ouest, aux bassins des rivières Desna et Seïm, à l'Est, et du littoral de la mer Baltique, au Nord, au bassin du Prout, au Sud, présentant plusieurs variantes régionales.
En Pologne, les sites archéologiques de la culture de Trzciniec se trouvent dans le centre, le sud et l'est du pays (Kuyavie, Petite-Pologne, Mazovie, Podlachie et hautes terres près de Lublin).

## Vestiges
Les sites les plus connus de la culture de Trzciniec se trouvent à Złota Pińczowska, Więcławice Świętokrzyskie, Goszyce et à l'ouest de Bondyrz, près des kourganes de Guciów. Certains de ces sites ont livré des ornements en or et en argent, comme à Stawiszyce et à Rawa Mazowiecka.
Il existe des traces de l'utilisation de chars par les populations de la culture de Trzciniec,.

## Sépultures
En matière de rites funéraires, la culture de Trzciniec montre des variations régionales dans le choix de l'inhumation ou de la crémation. Des cas d'inhumation ont été découverts à Wolica Nowa et à Łubna-Jakusy dans des kourganes, alors que des preuves de crémation dans des kourganes ont été trouvées à Guciów.
La culture de Trzciniec se distingue des autres cultures de l'Âge du bronze d'Europe centrale et orientale par le nombre élevé d'individus enterrés dans des sépultures collectives. Des tombes individuelles se trouvent souvent à proximité de ces sépultures collectives : par exemple, sous les tertres funéraires construits au-dessus d'elles.

## Génétique et populations
Une étude génétique publiée en 2023 constate une augmentation de l'ascendance chasseurs-cueilleurs dans les spécimens étudiés associés à la culture de Trzciniec au fil du temps. Ces résultats suggèrent un processus de mélange supplémentaire au début de l'Âge du bronze moyen avec une population présentant une proportion relativement élevée de cette composante génétique. L'hypothèse la plus probable est que ces populations mixtes de l'Âge du bronze moyen sont originaires des confins de la « zone forestière sub-néolithique », et issues du mélange de populations d'ascendance chasseurs-cueilleurs et de groupes post-céramique cordée, caractérisés par une forte proportion d'ascendance steppique.
La culture de Trzciniec et la zone forestière sub-néolithique présentent des traits culturels similaires, principalement sous la forme de poteries et de technologies. Ces similitudes ont souvent été interprétées comme des signes d'échanges principalement culturels. Les résultats génétiques, montrant une augmentation de l'ascendance chasseurs-cueilleurs au cours de l'Âge du bronze moyen, indiquent qu'au moins un certain degré de mélange entre ces populations s'est produit au cours de ces interactions.
Le processus de mélange, qui a commencé vers 1800 av. J.-C., semble dû à un flux migratoire continu plutôt que le résultat d'un évènement migratoire unique, comme en témoigne la présence d'individus avec des proportions très élevées ou très faibles d'ascendance chasseurs-cueilleurs tout au long de la plage temporelle des échantillons de l'Âge du bronze moyen analysés. Cependant, le flux de gènes a été probablement plus important au début, car la dérive génétique partagée et les proportions de mélange montrent que la croissance de la proportion d'ascendance chasseurs-cueilleurs a légèrement décéléré avec le temps.
Ce processus de mélange semble être passé principalement par les hommes. En effet, les haplogroupes d'ADN-Y de l'Âge du bronze moyen  diffèrent considérablement de ceux des populations antérieures : la dominance des haplogroupes I2a1a et I2a1b n'était auparavant observée que sporadiquement dans diverses populations de chasseurs-cueilleurs et dans les sépultures collectives de la Culture des amphores globulaires. Or les haplogroupes I2a1 ont été trouvés chez 75 % des individus de l'Âge du bronze moyen associés à la culture de Trzciniec.

## Société
Dans les cimetières, la prévalence de la parenté étroite parmi les descendants masculins adultes par rapport aux femmes adultes suggère que la patrilocalité était le mode matrimonial dominant. Cette conclusion est étayée par une diversité mitochondriale plus élevée que celle de l'ADN-Y et par des distances génétiques moyennes plus grandes entre les femmes que les hommes. L'idée que les sépultures collectives représentent des groupes de parenté patrilinéaire est conforme aux observations antérieures des populations néolithiques antérieures en Europe, mais l'ampleur de ce phénomène dans la culture de Trzciniec pourrait être interprétée comme une preuve de la réémergence de traditions plus anciennes.

## Galerie

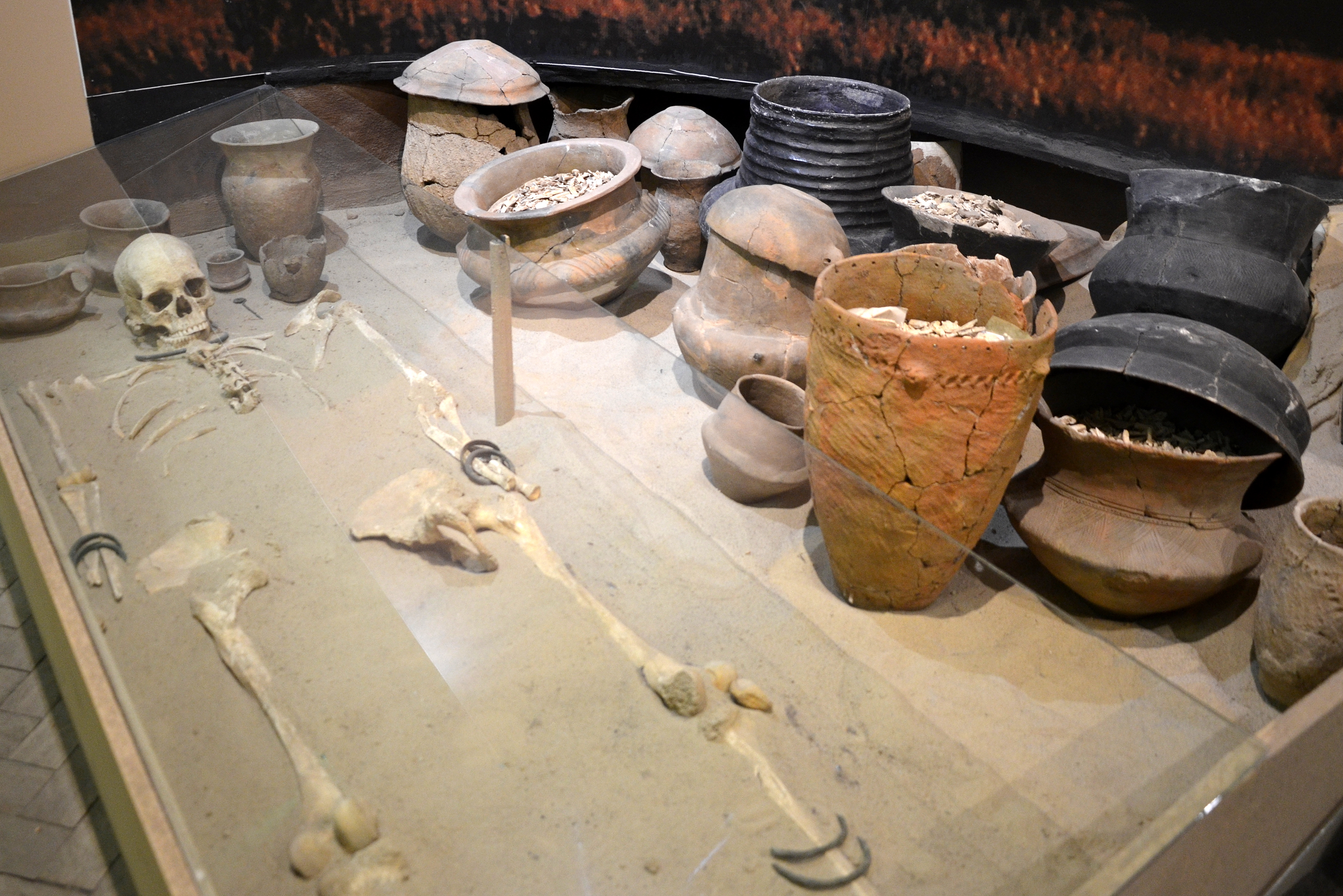
Sépulture de la culture de Trzciniec
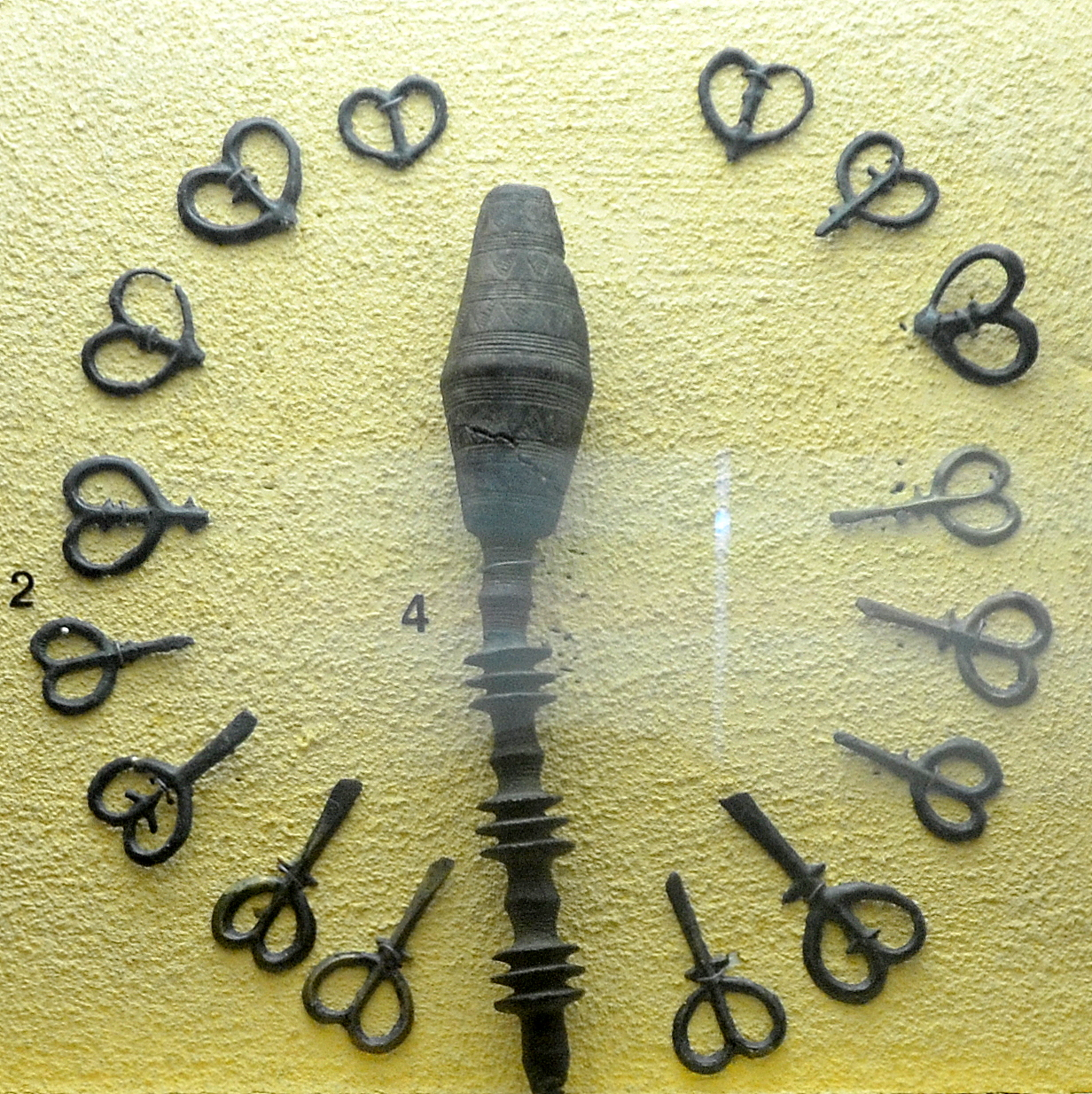
Objets en métal
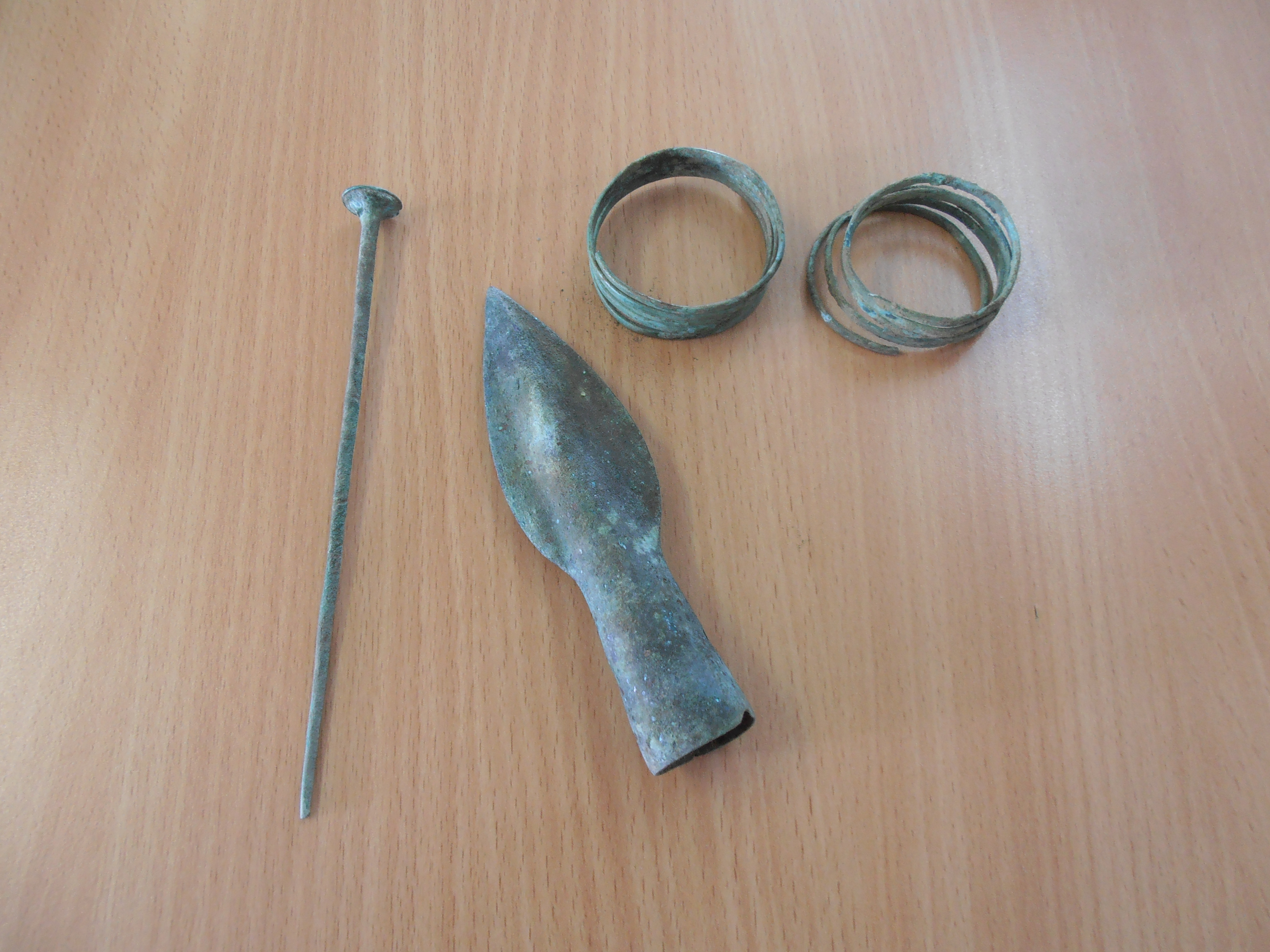
Objets en métal
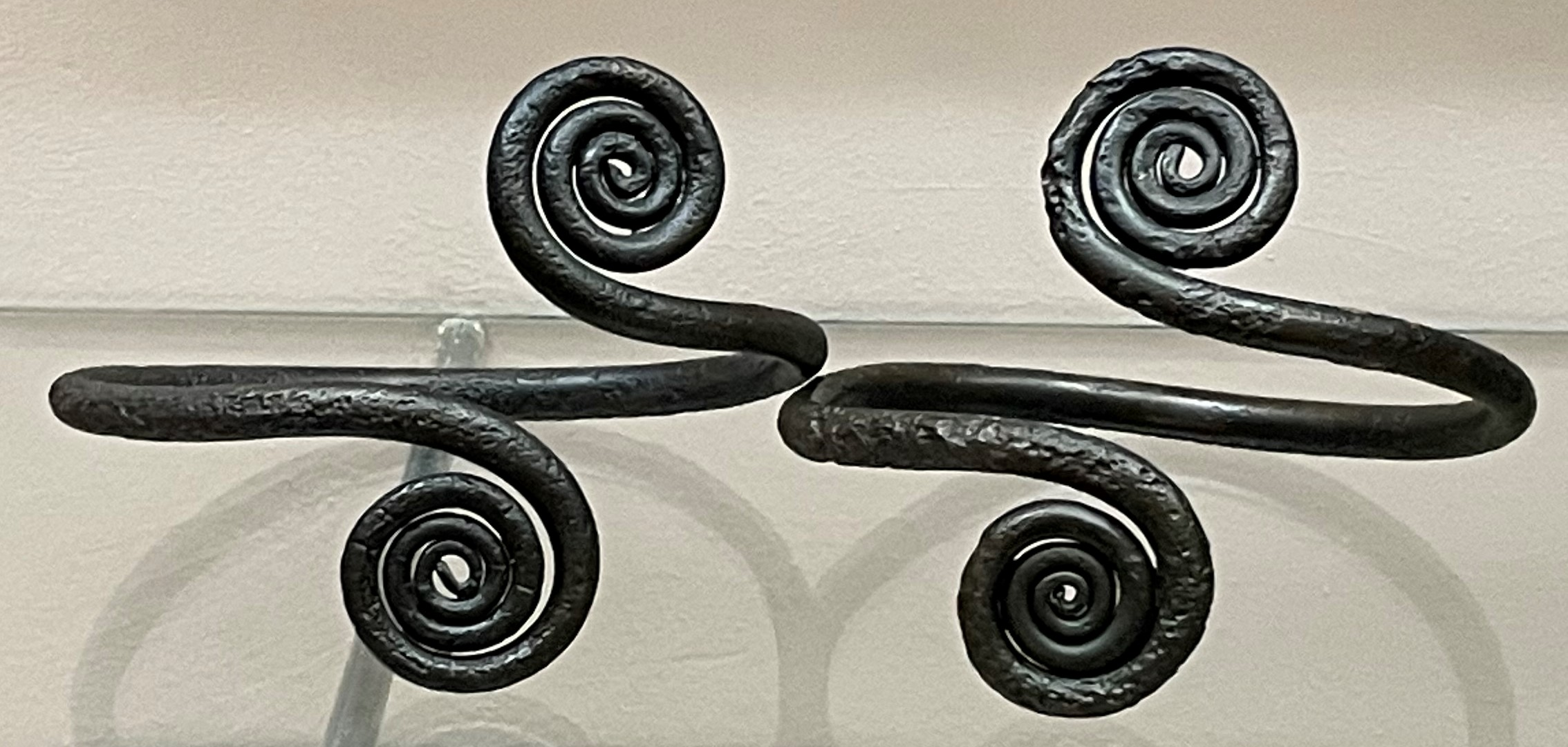
Bracelets en bronze